# Артамонова, Людмила Ринатовна
Людмила Ринатовна Артамонова (родилась 1 августа 1989 в Нижнекамске) — российская регбистка, защитница и игрок веера клуба «Енисей-СТМ»; чемпионка Европы 2017 года по регби-7. Мастер спорта России (1 ноября 2016).

## Биография
Мастер спорта по регби и мастер спорта по лёгкой атлетике (выполнила норматив в барьерном беге на 100 м). В клубе «Енисей-СТМ» с марта 2012 года. Бронзовый призёр чемпионата России 2013 года, серебряный призёр чемпионата России 2015 и 2016 годов по регби-7. Финалист Кубка России 2015 года по регби-7.
В составе сборной России по регби-15 Людмила завоевала бронзовые медали чемпионата Европы в 2014, 2015, 2016 и 2019 годах, а в составе сборной по регби-7 выиграла чемпионат Европы 2017 года (участница первого этапа в Бриве). Участница первого (заняла 3-е место) и шестого Мировой серии сезона 2016/2017 годов по регби-7 в составе сборной России (итог — 5-е место).